# Gerlachovský štít
Gerlachovský štít, zvaný též Gerlach (polsky Gerlach, německy Gerlsdorfer Spitze), je se svojí nadmořskou výškou 2 654,4 metrů nejvyšší horou Vysokých Tater, Slovenska a celých Karpat. Do roku 1992 byla hora nejvyšší horou Československa. Hora je pojmenována podle Gerlachova, nad kterým se vypíná a do jehož území patří. Leží v jihovýchodní rozsoše Zadního Gerlachu, od kterého ho odděluje Gerlachovské sedlo. Z vrcholu pokračuje hřeben na Kotlový štít, kde se rozvětvuje a vytváří známý Gerlachovský kotel. Gerlachovský štít je pro svoji výšku, dostupnost a krásnou horskou scenérii jedním z nejnavštěvovanějších vrcholů.

## Historie
Měření výšek tatranských štítů se datuje k roku 1763, kdy vídeňský dvůr nařídil tzv. josefínské mapování, tedy kartografické zpracování celé habsburské monarchie. To prováděli vojenští měřiči pod vedením Waldaufa a Fleischera, ale jejich výsledky nebyly publikovány. Zřejmě na základě těchto měření bylo roku 1780 v díle „Geographie des Königreichs Ungarn“ uvedeno, že nejvyšším štítem celých Tater je Kriváň. Ke stejnému závěru dospěl v roce 1788 i bratislavský mineralog Ján Fichtel, který výšku Kriváně odhadl na 3800 metrů nad mořem. Anglický cestovatel Robert Townson považoval za nejvyšší štít Tater Lomnický štít. Ani vědci v 19. století, mezi nimi i známý švédský botanik Göran Wahlenberg, neurčili výšku tatranských vrcholů správně. Jako nejvyšší uváděli Lomnický anebo Ľadový štít. Gerlach svojí výškou figuroval až na čtvrtém místě. V letech 1837 a 1838 prováděl měření tatranských štítů Ľudovít Greiner, ředitel jelšavské lesní správy koburgovského velkostatku. Až on správně zjistil, že nejvyšším štítem Tater je Gerlachovský štít. Veřejnost však Greinerovo objevné měření nepřijala, což se změnilo až v 70. letech 19. století.

## Názvy Gerlachu
- do roku 1896: Gerlach, Gerlsdorfer Spitze, Gerlachspitze, Gerlachfálvi-csúcs, Gierlach, Gerlachovka
- 1896–1919: Štít Františka Jozefa, Ferencz József-csúcs, Franz Josef Spitze
- 1919–1923: Gerlach, Gerlachovka
- 1923–1932: Štít Legionárov, Štít Legionářů, Spitze der Legionäre (neoficiálně stále používaný název Gerlach)
- 1932–1939: Gerlachovka, Gerlach, Gerlachovský štít
- 1939–1945: Slovenský štít (mezi místním německým obyvatelstvem nazývaný Slowakische Spitze)
- 1945–1949: Gerlach, Gerlachovský štít
- 1949–1959: Stalinov štít (česky Štít J. V. Stalina)[4]
- od 1959: Gerlachovský štít

## Výstupy
První výstupy na Gerlachovský štít vykonali lovci a botanici. Je možné, že někteří z nich vystoupili až na vrchol. Pravděpodobně prvním člověkem, který prokazatelně v roce 1834 stál na vrcholu, byl spišský Němec Ján Still (1805–1890), učitel na katolické škole v Nové Lesné. Výpravy na Gerlach se účastnil i jeho švagr Gellhof, stavitel z Veľké, Martin Urban Spitzkopf, mlynář z Nové Lesné a dva další neznámí lovci kamzíků. V roce 1855 vystoupili na vrchol z Gerlachovského kotle Z. Bośniacki a V. Grzegorzek, pravděpodobně s horskými vůdci ze Zakopaného. První zimní výstup uskutečnili v roce 1905 J. Chmielowski a K. Jordán s horskými vůdci.

## Turismus
Výstup na Gerlachovský štít je povolen jen v doprovodu horského vůdce nebo osobám organizovaným v horolezeckých svazech. Cena za doprovod horského vůdce se pohybuje kolem 300 eur za skupinu. Skupina může mít kromě horského vůdce maximálně tři osoby. Organizovaní horolezci nesmí vystoupit lehčí cestou než III UIAA,[ujasnit] což je hranice určená návštěvním řádem Tatranského národního parku.

## Galerie

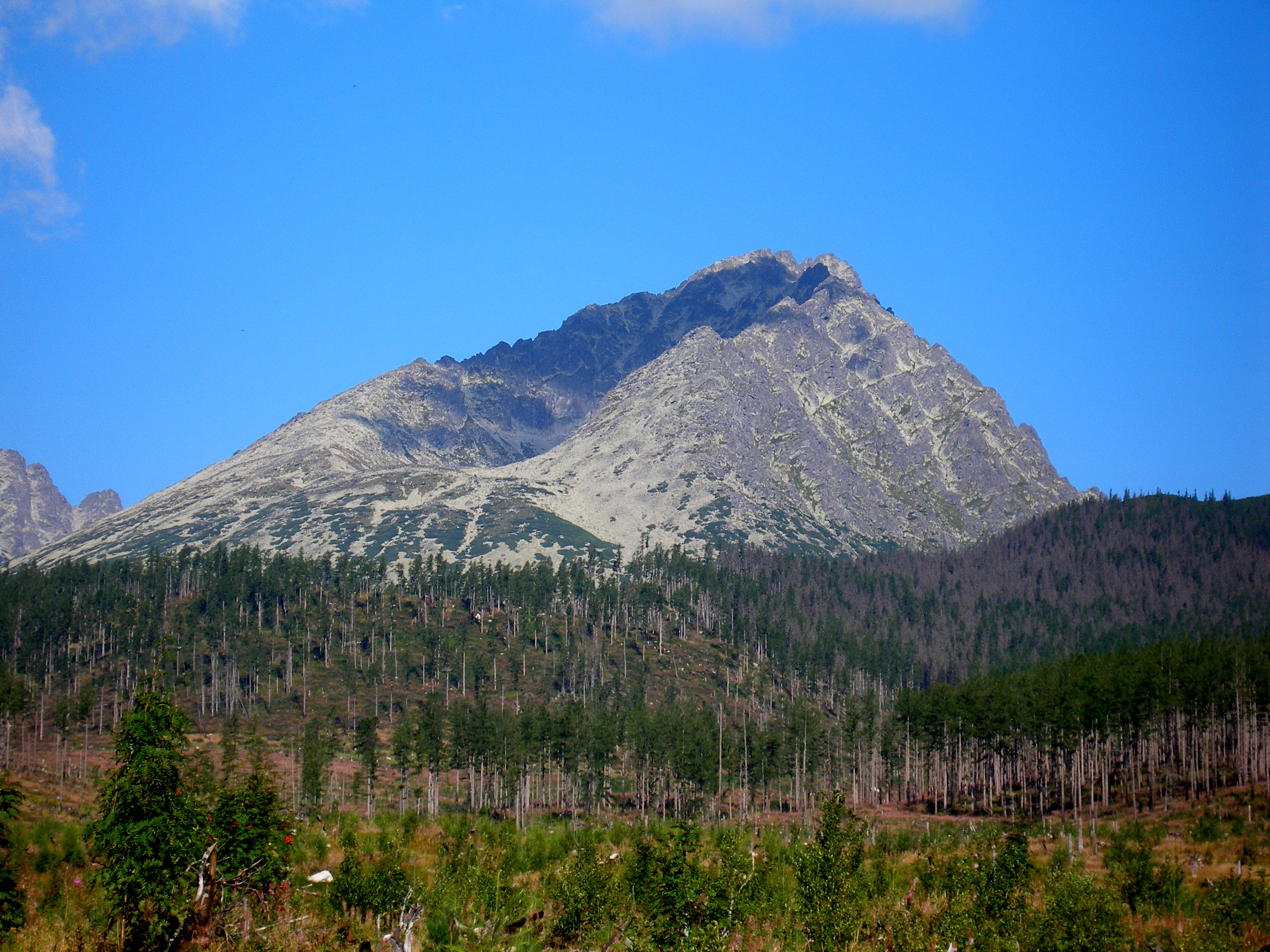
Od osady Tatranské Zruby
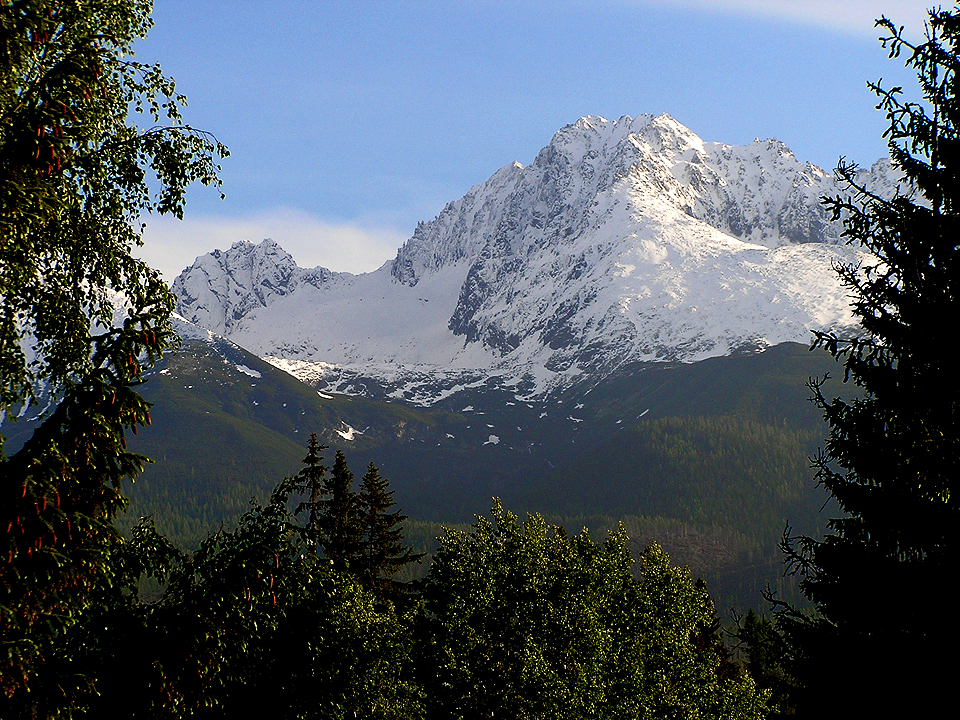
Gerlachovský štít od jihu
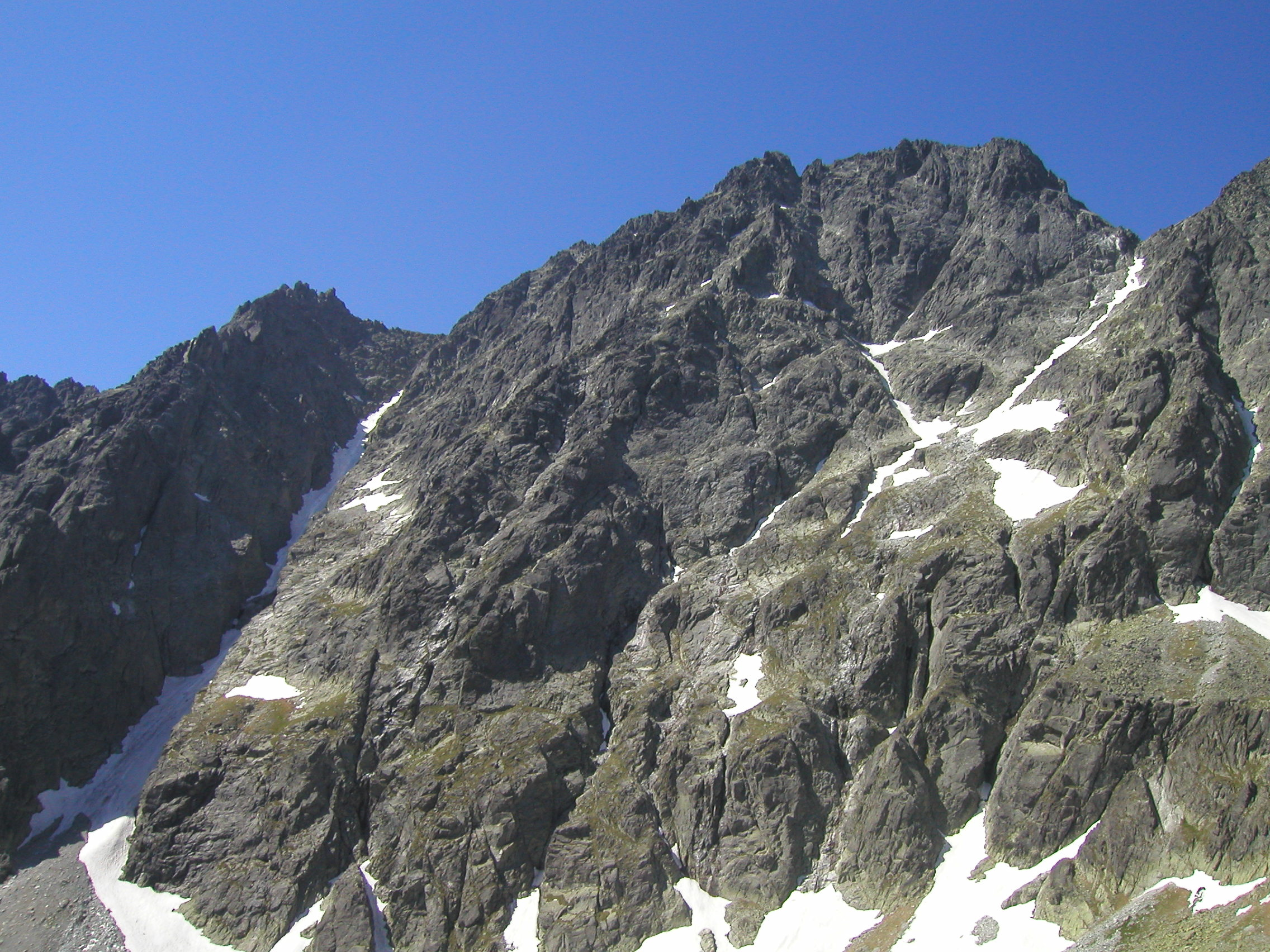
Gerlach z Velické doliny
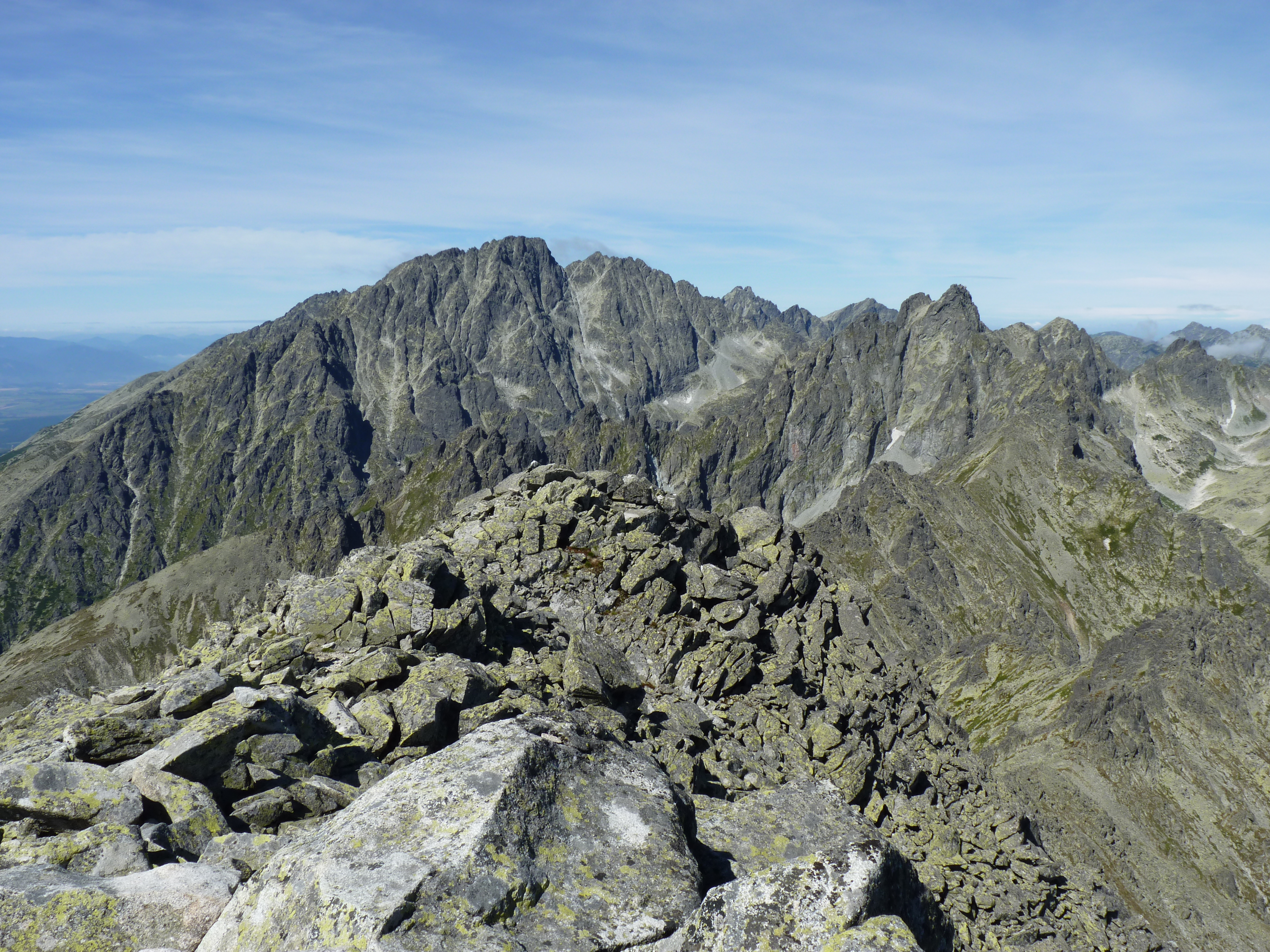
Ze Slavkovského štítu
Gerlachovský štít 3D